# Upplands Väsby motorklubb
Upplands Väsby Motorklubb (UVMK) är en motocrossklubb bildad 1955.
Motorklubben bedriver framförallt motocross, och har sin bas på Vikbanan i Upplands Väsby.
Kända förare är Thorleif Hansen (SM-guld 1973, 75, 76, 77, 78 och 82)! och Rolf Tibblin (SM-guld 1962, 63, 64 och 65). Klubben blev även SM-mästare i lagmotocross 1961, 62, 63, 65, 66, 67, 68, 69, 71, 72, 73, 76, 81 och 83.